# Patrick Hens
Patrick Hens (Antwerpen, 3 maart 1959) is een Belgisch voormalig hockeyer en sportbestuurder.

## Levensloop
Hens was actief bij Herakles. Met deze club werd hij in 1998 landskampioen. In de periode 1981 - '89 eindigde hij vijfmaal in de top vijf van de Gouden Stick.  Na zijn spelerscarrière (1999) ging hij aan de slag als coach bij Herakles, een functie die hij samen uitoefende met Michel Schuermans. Later werd hij - samen met Patrick Keusters - voorzitter van de club.
In 2012 werd hij bestuurslid van de Ternesse Golf & Country Club.
Zijn zoon David is eveneens actief in het hockey.